# Медаль «За заслуги перед Вологодской областью»
Медаль «За заслуги перед Вологодской областью» — высшая государственная награда Вологодской области. Учреждена Постановлением Губернатора Вологодской области от 11 июня 2014 года № 198 «Об учреждении государственной награды Вологодской области — медали „За заслуги перед Вологодской областью“».

## История создания
Инициатором учреждения медали является губернатор Вологодской области О. А. Кувшинников, который в своём выступлении на Втором съезде депутатов Вологодской области 21 марта 2014 года заявил: «Я выступаю с инициативой об очреждении высшей государственной награды области — медали „За заслуги перед Вологодской областью“. Медалей будут удостаиваться жители региона за выдающиеся заслуги в различных отраслях и сферах деятельности. Надеюсь, что депутаты Законодательного Собрания поддержат, и закон будет принят до завершения Парламентского года».
Распоряжением губернатора Вологодской области № 612-р от 20 марта 2014 года «О проведении конкурса по разработке эскиза медали „За заслуги перед Вологодской областью“» был объявлен конкурс эскизов будущей награды; организатором конкурса был определён Департамент управления делами Правительства Вологодской области.
Разработчикам эскизов были поставлены следующие условия:
- Не допускается внешнего сходства разрабатываемой медали с государственными наградами Российской Федерации. Недопустимо использовать изображение государственных символов Российской Федерации, пятиугольную, обтянутую муаровой лентой колодку; формы знаков, близкие к форме государственных наград, а также ведомственных наград органов исполнительной государственной власти (в первую очередь четырехконечные равноконечные кресты с расширяющимися концами, четырех — и восьмилучевые орденские звезды).
- Для медали целесообразно использовать диаметр не более 30 мм.
- Эскиз медали должен содержать на лицевой стороне официальные символы области, надпись «За заслуги перед Вологодской областью».
- Эскиз должен быть выполнен на плотной бумаге формата А 4 (210 x 297 мм) в цветном изображении (акварель, гуашь, компьютерная графика). На эскизе обязательно должны быть изображены лицевая и оборотная сторона медали.
- К эскизу медали необходимо приложить: описание медали с обоснованием применения символов, используемых в проекте, её параметров и указанием материала для её изготовления; сведения об авторе (руководителе группы авторов): фамилия, имя отчество, контактный телефон.
- Эскизы на конкурс должны быть предоставлены в период с 25 марта по 25 апреля 2014 года.

Для оценки конкурсных материалов, выбора и награждения победителя была создана специальная комиссия, в которую вошли представители органов исполнительной власти области и общественности. Конкурсные материалы оценивались по следующим критериям:
- соответствие содержания работы требованиям конкурса;
- содержание работы и разработанность темы;
- уникальность представленного на конкурс материала;
- возможность практического воплощения эскиза.

На конкурс было представлено 6 эскизов от 5 авторов. Победителем был признан художник-реставратор Вологодского филиала Всероссийского художественного научно-реставрационного центра имени академика И. Э. Грабаря Михаил Кашоид.

## Статутнаграды

Медаль в футляре

Медаль «За заслуги перед Вологодской областью» является формой поощрения граждан Российской Федерации, внесших значительный вклад в развитие Вологодской области, способствующий её экономическому, социальному и культурному благополучию, за высокие достижения в государственной, производственной, научно-исследовательской, общественной, благотворительной деятельности, укреплении демократических основ жизни общества, развитии местного самоуправления, обеспечении законности, защите прав, свобод и законных интересов человека и гражданина.
Медали могут быть удостоены иностранные граждане и лица без гражданства.
К награждению медалью могут быть представлены лица, награждённые Почётной грамотой Губернатора Вологодской области или Почётной грамотой Законодательного Собрания Вологодской области и имеющие на момент представления к награждению стаж трудовой (служебной) деятельности и период занятия общественной деятельностью не менее 15 лет.
По решению Губернатора области при наличии особых заслуг, награждение медалью может быть произведено без учёта требований, установленных настоящим пунктом.
Повторное награждение медалью не производится.

## Правила ношения
Медаль носится на левой стороне груди и располагается ниже государственных наград Российской Федерации, государственных наград СССР и юбилейных медалей.

## Описание награды
Медаль «За заслуги перед Вологодской областью» изготавливается из металла жёлтого цвета и имеет форму круга диаметром 32 мм с выпуклым бортиком с обеих сторон.
На лицевой стороне медали в центре помещен рельефный щит с изображением герба Вологодской области. Вокруг герба по кругу расположена надпись «За заслуги перед Вологодской областью». Внизу медали в центре расположены две лавровые ветви. Изображения и все надписи на медали выпуклые. Фон матовый, рельеф полированный.
На оборотной стороне медали — номер медали.
Медаль при помощи кольца и ушка соединяется с прямоугольной колодкой высотой 18 мм и шириной 28 мм с рамками из металла жёлтого цвета в верхней и нижней частях.
Колодка обтянута муаровой лентой белого цвета с красной вертикальной полосой по правому краю шириной 5 мм. На оборотной стороне колодки имеется приспособление для крепления медали к одежде.

## Награждённые медалью
Награждённые медалью «За заслуги перед Вологодской областью» лица, достигшие возраста 60 лет для мужчин и 55 лет для женщин, имеют право на присвоение им звания «Ветеран труда Вологодской области», — при условии что они не являются ветеранами военной службы в соответствии со статьей 5 Федерального закона № 5-ФЗ «О ветеранах» от 12 января 1995 года или ветеранами труда в соответствии со статьей 7 данного Федерального закона, проживают на территории Вологодской области и имеют суммарный страховой (трудовой) стаж не менее 40 лет для мужчин и не менее 35 лет для женщин, в том числе на территории Вологодской области не менее 20 лет для мужчин и не менее 17 лет 6 месяцев для женщин.
Первые награждения медалью состоялись 8 июля 2014 года.